# 170
Évszázadok: 1. század – 2. század – 3. század
Évtizedek: 120-as évek – 130-as évek – 140-es évek – 150-es évek – 160-as évek – 170-es évek – 180-as évek – 190-es évek – 200-as évek – 210-es évek – 220-as évek
Évek: 165 – 166 – 167 – 168 –  169 – 170 – 171 – 172 – 173 – 174 – 175

## Események

### Római Birodalom
- Gaius Erucius Clarust (helyettese T. Hoenius Severus) és Marcus Gavius Cornelius Cethegust választják consulnak.
- A jazigok és a kvádok betörnek Moesiába és Daciába. Az ellenük vívott küzdelemben elesik a Moesia Superior és a három daciai provincia kormányzója, Marcus Claudius Fronto.
- A mai Moldvában élő costobocusok átkelnek a Dunán és feldúlják Thraciát, Macedoniát és Észak-Görögországot. Egészen az Athén melletti Eleusziszig jutnak, ahol elpusztítják az eleusziszi misztériumok templomát.
- Bellomar, a markomannok királya szövetséget köt más germán törzsekkel és nagy erőkkel betörnek Pannoniába. Carnuntum mellett legyőznek egy 20 ezres római sereget, majd feldúlják Pannonia és Noricum provinciákat (lehetséges hogy Aquileiát is ekkor és nem 168-ban ostromolják meg).
- Augusta Treverorumban (ma Trier) felépül a Porta Nigra (hozzávetőleges időpont).

## Születések
- Philosztratosz, görög filozófus

## Halálozások
- Marcus Claudius Fronto, római politikus
- Lucius Apuleius, római író, filozófus
- Démónax, görög filozófus

## Fordítás
- Ez a szócikk részben vagy egészben  a(z)   170 című francia Wikipédia-szócikk ezen változatának fordításán alapul.  Az eredeti cikk szerkesztőit annak laptörténete sorolja fel. Ez a jelzés csupán a megfogalmazás eredetét és a szerzői jogokat jelzi, nem szolgál a cikkben szereplő információk forrásmegjelöléseként.